# The Bedlam in Goliath
The Bedlam in Goliath es el cuarto álbum de estudio de la banda de rock progresivo The Mars Volta. Fue lanzado el 29 de enero de 2008 por Universal Music, debutando #3 en las listas de Billboard 200 y vendiendo más de 54,000 copias en su semana inicial.
Producido por el guitarrista Omar Rodríguez-López con Robert Carranza como ingeniero, el proceso de creación del álbum se vio envuelto en controversia debido a lo que la banda denominó "una racha de mala suerte" después de la bizarra experiencia que tuvieron con un tablero de ouija que Rodríguez-López compró en Jerusalén como regalo para Cedric Bixler-Zavala. "Wax Simulacra" fue lanzado el 19 de noviembre de 2007 como el primer sencillo del álbum, junto con una versión cover de "Pulled to Bits" de los Siouxsie And The Banshees. Las ediciones de vinilo contenían un tablero de ouija impreso en el reverso, del cual la banda asegura que es una reinterpretación del tablero real.
Habiendo contribuido con el arte del álbum Amputechture, Jeff Jordan fue contratado otra vez para que realizara las ilustraciones del álbum, creando 11 pinturas originales que coincidían con el tema de The Bedlam in Goliath, así también añadiendo una pieza de su propia galería. La obra usada para la portada se titula "Agadez".

## Producción

### Trasfondo
En un viaje a Jerusalén, Rodríguez-López compró un arcaico tablero tipo ouija en una tienda de curiosidades como regalo para Bixler-Zavala, que se convirtió en el nuevo pasatiempo de la banda durante la gira del 2006 con los Red Hot Chili Peppers, con quienes la usaban como una especie de ritual post-show. Apodado "The Soothsayer" ("El adivino"), el tablero empezó a revelar historias, dar nombres y a hacer peticiones, después de que la banda hiciera contacto con una entidad que clamaba ser tres personas en una, a la cual llamaron "Goliath". Mientras la banda continuaba interactuando con "The Soothsayer", extrañas coincidencias empezaron a aparecer durante el proceso de grabación de The Bedlam in Goliath: El entonces baterista Blake Flemming deja la banda a mitad del tour por problemas económicos; Bixler-Zavala es operado del pie debido a una herida que le provocan los zapatos que usa, forzándolo a reaprender cómo caminar; pistas de audio que esporádica y literalmente desaparecían de las pantallas; el estudio casero de Rodríguez-López se inunda después de sufrir diversos problemas eléctricos y el ingeniero original del álbum sufre un colapso nervioso, dejando todo el trabajo previo inconcluso y hecho un desastre. Dicho ingeniero declaró a Rodríguez-López lo siguiente: 

"No voy a ayudarlos a grabar este álbum. Están tratando de hacer algo muy malo con él, están tratando de volverme loco a mí y a la gente."

Después de estar a punto de iniciar desde el principio otra vez, Rodríguez-López decide reclutar a Robert Carranza como nuevo ingeniero, así como a Lars Stalfors e Isaiah Abolin como asistentes. A la mitad del proceso de grabación, Rodríguez-López rompe el tablero y lo entierra en un lugar desconocido, como un intento de deshacer la maldición que los acechaba, jurando nunca revelar el paradero de la tabla y ordenando a la banda que no se hablara siquiera de ella mientras no terminaran la producción del álbum.

### Grabación
Grabado y mezclado en los Ocean Way Studios de Hollywood, así como en el estudio personal de Rodríguez-López en Brooklyn, Nueva York, el material para The Bedlam in Goliath data desde antes de abril del 2006 cuando los primeros demos fueron grabados. Sin un baterista de planta, tras las consecutivas pérdidas de Jon Theodore, Blake Fleming y Deantoni Parks en un solo año, la banda reclutó a Thomas Pridgen, de 24 años de edad, cuya juvenil presencia—como fue descrita por Bixler-Zavala—dio nueva vida a The Mars Volta. Rodríguez-López trabajó con Rich Costey para finalizar el álbum en un lapso de tres semanas, asistido por Shawn Michael Sullivan y Claudius Mittendorfer como editores.
En una entrevista, Carranza describió el proceso de grabación de The Bedlam in Goliath declarando que no más de 3 tomas por hora fueron grabadas, como una manera de sumergirse en el material grabado y escuchar las diferencias, lo que relajó el ambiente general en el estudio. Describiendo dicho método, Carranza afirmó que "cuando van Gogh trabajaba, él no solo pintaba todo el tiempo, estoy seguro de que él daba un paso atrás para revisar su trabajo de vez en cuando. Se debe de hacer lo mismo cuando se está grabando."
Al finalizar, la banda se decidió por Wax Simulacra como el primer sencillo del álbum, como lo declará Bixler-Zavala:

Originalmente, la disquera quería lanzar como sencillo el tema "Goliath," pero a la banda no le agradó la idea, 'Goliath' dura casi 10 minutos, y el final es en verdad muy interesante, no queríamos que fuera usada como sencillo," dijo [Cedric]. "Así la salvamos de ser mutilada y rebajada en una versión que no fuera de nuestro agrado.

### Letras
Bixler-Zavala incorporó referencias y nombres en las letras de las canciones que fueron tomadas de los mensajes que obtenían del tablero, incluyendo también fragmentos de poemas que venían junto con él, describiendo un triángulo amoroso entre una mujer, su hija y un hombre. Cada canción reinterpreta dicha relación de alguna manera, y como amuleto de buena suerte para contrarrestar dichas referencias, Bixler-Zavala incorporó también elementos de la tradición religiosa afrocaribeña de la santería en las letras, como una especie de "escudo protector" para la banda.
El álbum tiene como último propósito revertir la racha de mala suerte sufrida, mediante "trampas" que los escuchas pueden usar como una manera de deshacer lo que "The Soothsayer" trajo para la banda. Para ayudar dicho concepto, las ediciones de vinilo del álbum contienen la versión de la banda del tablero de ouija en el interior.

## Promoción

### Webisodios
Cuatro webisodios fueron lanzados en la página oficial de The Mars Volta, mostrando a la banda en varias situaciones.
- "Wax Simulacra" contiene material en vivo de la banda durante el tour australiano de 2007.
- "Aberinkula" muestra a la banda jugando cartas, para luego realizar una cirugía a una persona, encontrando objetos extraños en el interior de su cuerpo.
- "Goliath" consiste en la banda tocando con instrumentos extraños y fuera de lugar en medio de la calle con Cedric vestido como "The Elephant Man", el protagonista de la película homónima de David Lynch.
- "Askepios" muestra una fiesta celebrada frente a una pantalla que muestra videos, donde aparecen varios objetos y situaciones (incluyendo una piñata con la forma de George W. Bush).

Otro webisodio de la canción "Ilyena" fue subido a  Dailymotion, mostrando a la banda en un salón de clases, donde Rodríguez-López presenta a Adrián Terrazas-González, quien aparece como oficial de policía para dar una clase. La última mitad del video muestra a todos en el techo viendo a los artistas de grafiti Grey and Thomas Pridgen pintando sus firmas en la pared.

### Rompecabezas de la portada
Un rompecabezas fue puesto en la página oficial, donde se tenía que armar la imagen del arte de portada de The Bedlam in Goliath. Si era resuelto correctamente, se otorgaba al jugador una descarga gratuita de una versión cover de "Back Against the Wall" de los Circle Jerks en MP3.

### Goliath: The Soothsayer
Basado en los eventos que tuvieron lugar durante la grabación de The Bedlam in Goliath, el videojuego en línea Goliath: The Soothsayer fue lanzado vía Amazon del 2 al 29 de enero de 2008, para posteriormente ser hecho público en la página Newgrounds el 29 de enero. Desarrollado por Leffler Web Design, el juego es descrito como un "point 'n' click" de horror/sobrenatural.

### Unidad flash USB
Una versión especial del álbum fue lanzada en una unidad flash USB, la cual fue diseñada con la forma del apuntador de un tablero ouija, coincidiendo con el lanzamiento de la versión en vinilo del álbum. Como un extra, la unidad flash permitía la descarga de una gran variedad de material extra cada día 29 de cada mes durante todo 2008. Hasta ahora, el contenido extra incluye webisodios, material en vivo, fondos de pantalla de edición limitada, lados B y pistas jamás lanzadas anteriormente.

## Lista de canciones
1. "Aberinkula" - 5:47
2. "Metatron" - 8:13
3. "Ilyena" - 5:38
4. "Wax Simulacra" - 2:41
5. "Goliath" - 7:17
6. "Tourniquet Man" - 2:40
7. "Cavalettas" - 9:35
8. "Agadez" - 6:45
9. "Askepios" - 5:13
10. "Ouroboros" - 6:38
11. "Soothsayer" - 9:10
12. "Conjugal Burns" - 6:36

## Posiciones en las listas
| Lista(2008)                    | Posición más alta |
| ------------------------------ | ----------------- |
| Billboard 200                  | 3                 |
| Australian ARIA Album Chart    | 3                 |
| Austrian Album Chart           | 46                |
| Belgian Albums Chart           | 35                |
| Canadian Albums Chart          | 6                 |
| Dutch Albums Chart             | 42                |
| Finnish Albums Chart           | 9                 |
| French Albums Chart            | 87                |
| German Albums Chart            | 29                |
| Italian Albums Chart           | 47                |
| Irish Albums Chart             | 57                |
| Mexican Albums Chart           | 47                |
| New Zealand RIANZ Albums Chart | 13                |
| Norwegian Albums Chart         | 10                |
| Spanish Albums Chart           | 58                |
| Swedish Albums Chart           | 32                |
| Swiss Albums Chart             | 57                |
| UK Albums Chart                | 42                |

## Personal
- Omar Rodríguez-López – Guitarra
- Cedric Bixler-Zavala – Vocalista
- Isaiah Ikey Owens – Órgano electrónico
- Juan Alderete – Bajo
- Thomas Pridgen – Batería
- Marcel Rodríguez-López – Percusión
- Paul Hinojos – Manipulación de sonido, guitarra
- Adrián Terrazas-González – Flauta, saxofón tenor, saxofón soprano, clarinete bajo
- John Frusciante – Guitarra